# Mateus Fernandes

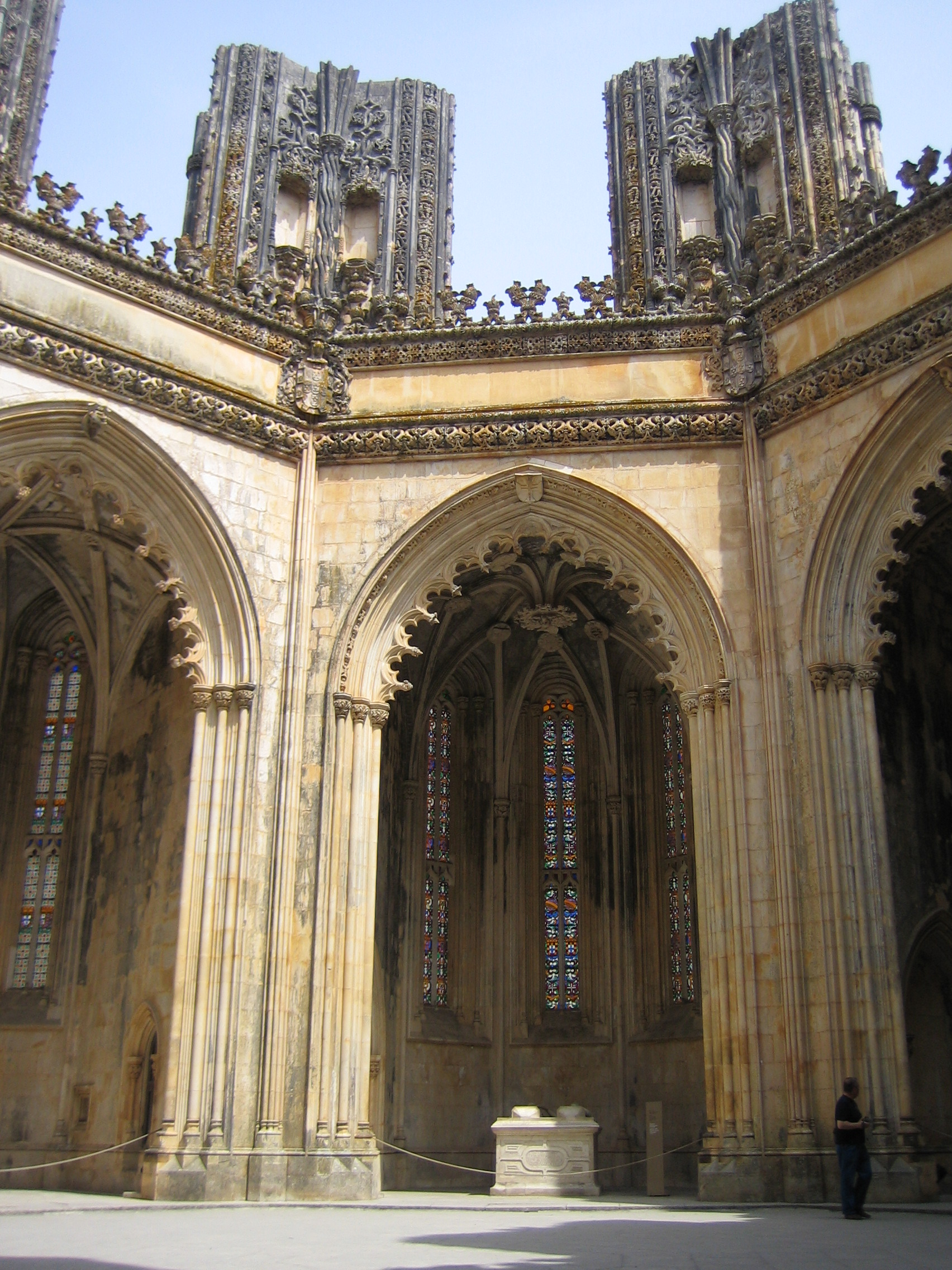
Mosteiro da Batalha: Capelas Imperfeitas.

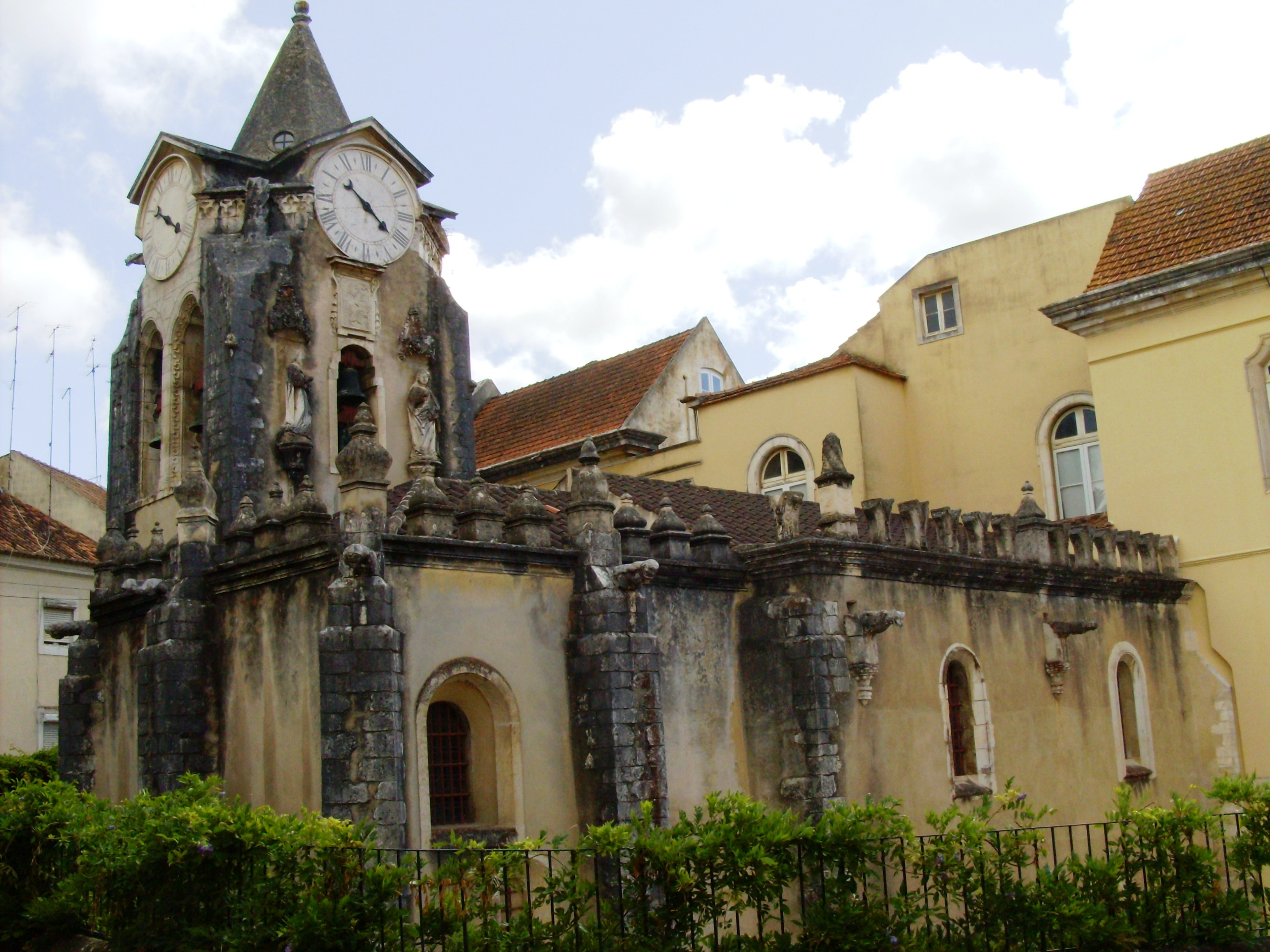
Igreja de Nossa Senhora do Pópulo, Caldas da Rainha.

Mateus Fernandes (Covilhã, 14?? - 10 de abril de 1515) também conhecido como Mateus Fernandes, o Velho, foi um arquitecto português. É conhecido pelos seus trabalhos no Mosteiro da Batalha, no estilo Manuelino

## Biografia
Serviu João II de Portugal e Manuel I de Portugal, tendo sucedido ao Mestre de Pedraria João Arruda na direção dos trabalhos do Mosteiro da Batalha, cargo que exerceu durante 25 anos.
Ali, o seu nome encontra-se ligado a um momento capital da História da Arte no país, expresso nas chamadas Capelas Imperfeitas.
Foi também o autor da traça da Igreja de Nossa Senhora do Pópulo em Caldas da Rainha (c. 1490-1505).  